# Marcus Calpurnius Bibulus
Marcus Calpurnius Bibulus was een Romeins politicus uit de 1e eeuw v.Chr.

## Loopbaan
Hij was een tegenstander van Julius Caesar, met wie hij samen consul was. Hij verzette zich tevergeefs tegen de leges agrariae (akkerwetten) en andere maatregelen die Caesar nam.
Bibulus was als aanhanger van de senaat een man met enig politiek gewicht binnen de aristocratie. Hij behoorde tot de optimates en zou later ook Gnaius Pompeius Magnus maior behulpzaam zijn om hem alleen het consulaat te laten bekleden.
In de provincia Syria verwierf hij in 52 v.Chr. roem vanwege zijn uitstekende bestuurlijke kwaliteiten. Hij stelde als veldheer echter niet veel voor.
In de Burgeroorlog tussen Pompeius en Caesar (49 v.Chr.) koos hij partij voor de eerste. Hij was opperbevelhebber van de vloot in de Adriatische zee die de overtocht van Caesar en zijn manschappen van Italië naar Griekenland moest beletten. Maar Caesar wist onverwacht toch met de helft van zijn leger de oversteek te maken. Bibulus wist 30 van de lege schepen die terugkwamen om de tweede helft van het leger op te halen in beslag te nemen of te verbranden.
De rest van de winter wist hij versterkingen van Caesars leger te beletten. Zelf konden hij en zijn soldaten echter ook niet vanaf de wal bevoorraad worden en toen Bibulus ziek werd, kon hij niet aan land om te worden verzorgd. Hij stierf aan boord van zijn schip, waarna zijn vloot uiteenviel.

## Familie
Met zijn eerste vrouw had Bibulus drie zonen, Marcus, Gaius en Lucius. Zijn tweede vrouw, Porcia, was de dochter van Marcus Porcius Cato Uticensis minor. Na Bibulus' dood (kort voor de slag bij Dyrrachium) hertrouwde zij met Marcus Junius Brutus, één van de samenzweerders in de moord op Julius Caesar.
Bibulus’ oudste zonen, Marcus en Gaius, kwamen om in Egypte. Zijn jongste zoon, Lucius, sloot zich na de slag bij Philippi aan bij Marcus Antonius. Hij werd door Augustus benoemd tot gouverneur van Syria.

## Trivia
Caesar overschaduwde tijdens het tweemanschap met Bibulus zijn ambtsgenoot zozeer, dat het een populair grapje was, niet te spreken over het consulaat van Bibulus en Caesar, maar van Julius en Caesar.

## Referentie
- art. Bibulus, in F. Lübker - trad. ed. J.D. Van Hoëvell, Classisch Woordenboek van Kunsten en Wetenschappen, Rotterdam, 1857, p. 153.